# Az interneten senki sem tudja, hogy kutya vagy
Az interneten senki sem tudja, hogy kutya vagy egy mém az internetes anonimitásról. Megalkotója Peter Steiner, akinek karikatúrája 1993. július 5-én jelent meg a The New Yorkerben. A képen két kutya látható: az egyik egy számítógép előtt ül, a másik mellette, a földön ülve hallgatja, amit ő mond. 2011-ben ez volt a leggyakrabban idézett karikatúra a The New Yorkerből, és Steiner több, mint 50 000 amerikai dollárt keresett az újranyomásokból.

## Története
Peter Steiner szerint a kép először nem hozott nagy népszerűséget, de később önálló életre kelt, és hasonlóan érezte magát ahhoz, aki feltalálta a szmájlit. Akkoriban Steinernek volt internetkapcsolata, de nem volt lelkes felhasználó: a karikatúrának nem tulajdonított mélyebb jelentést. Amikor népszerűvé vált, azt nyilatkozta: nem gondolta volna, hogy így lesz.

## Kontextus
A karikatúra az internet történetének egy fontos pillanatát jelzi. Miután kikerült a kormány mérnökeinek és tudósainak irányítása alól, az internet bekerült olyan hétköznapi témákkal foglalkozó magazinok látókörébe, mint a The New Yorker. Mitch Kapor, a Lotus Software alapítója és a korai internet aktivistája 1993-ban a Time magazinban megjelent cikkében azt írta, hogy ez a karikatúra annak a jele, hogy az érdeklődés elért egy kritikus szintet.
A karikatúra az internetes anonimitást szimbolizálja: a felhasználók anonim módon küldhetnek és fogadhatnak tartalmakat. Lawrence Lessig szerint senki sem tudja, mivel az internetes protokollok nem kényszerítik a felhasználókat arra, hogy azonosítsák magukat, csak a helyi hozzáférési pontot, mint például egy egyetem, ami még mindig megőrzi azt a titkot, hogy konkrétan ki a felhasználó. Ez nem a konkrét internetes tranzakció része.
Azt is mutatja, hogy hogyan szabadul fel az internetes kommunikáció a szokásos megkötések alól. Sherry Turkle szociológus szerint az lehetsz, aki akarsz; te határozhatod meg magadat. Nem kell aggódnod amiatt, hogy hogy látnak a többiek. Nem látnak téged, nem vonhatnak le következtetéseket abból, hogyan nézel ki. Nem hallják a kiejtésed, nem vonhatnak le következtetéseket. Csak szavaidat olvashatják.
Morahan-Martin és Schumacher cikke (2000) szerint a kényszeres vagy problémás internethasználat foglalkozik a jelenséggel, hogy a képernyő mögül való önreprezentáció képessége hozzájárulhat ahhoz a kényszerességhez, amivel egy felhasználó felmegy az internetre. A mondat értelmezhető úgy is, hogy a kibertér felszabadító hatású lehet, mivel mások nem tudnak a felhasználó koráról, rasszáról, neméről, kinézetéről vagy egészségügyi állapotáról. Mindezeket a felhasználó kreálhatja, amit senki sem tud ellenőrizni, és felhasználható akár legális, akár illegális célokra.  John Gilmore, a Usenet történetének kulcsszereplője hasonló kijelentést tett 1996-ban. A mondat azt is sugallja, hogy a felhasználó kiadhatja magát valami másnak, más korúnak, neműnek, rasszúnak, satöbbi mutatkozhat, mint ami. Egy másik szinten, a kutya egy privilegizált helyzetű emberi csoport, az internethasználók tagjának adhatja ki magát. Bob Mankoff, a The New Yorker karikatúraszerkesztője hasonlóan értelmezte a képet. Bári, akinek csak töredékes tudása van a html-ről, könnyedén felépíthet magának egy, a valóditól eltérő arculatot.

## Hatása

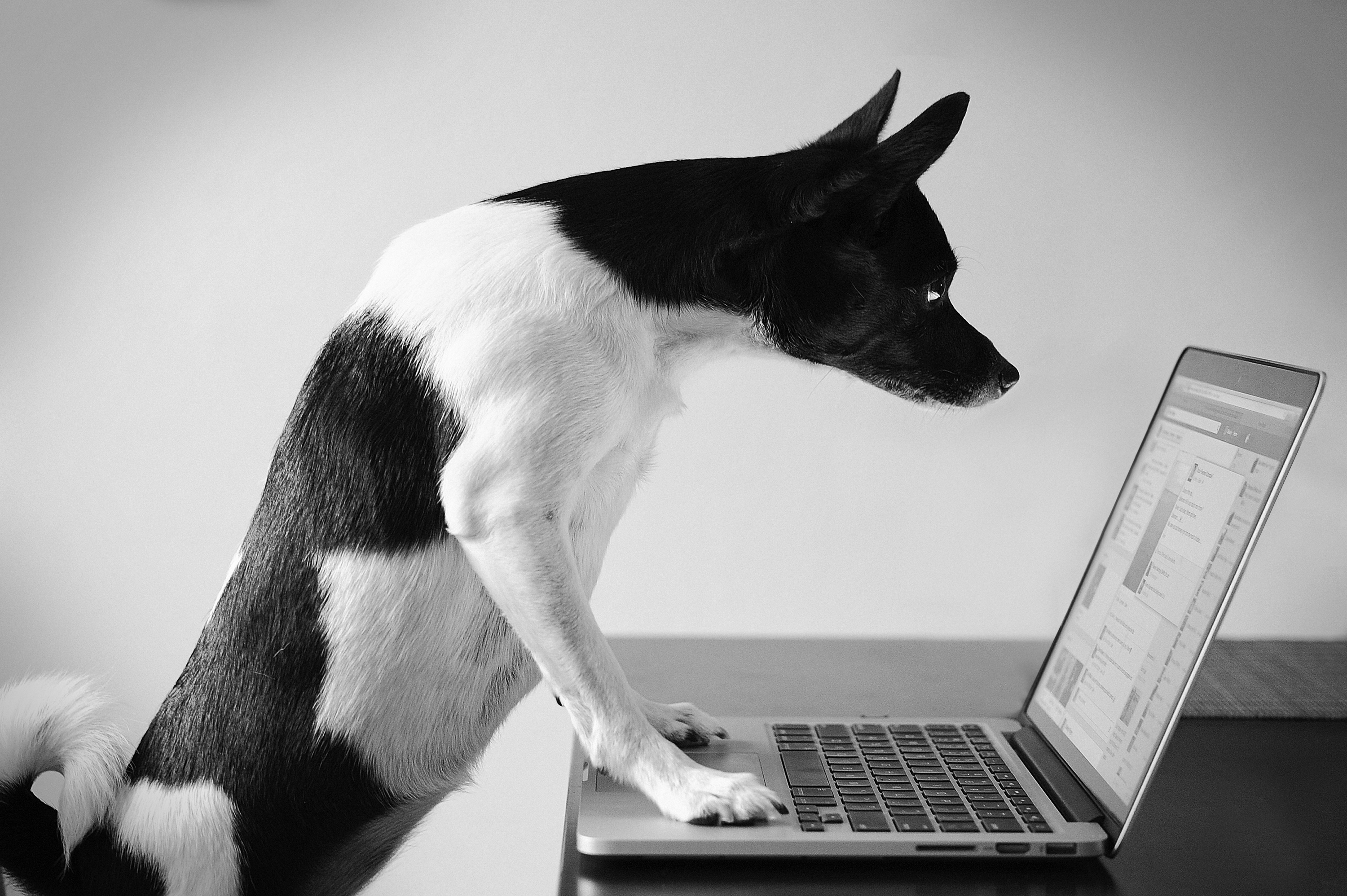
Kutya a számítógépnél – az amerikai légierő által közzétett fotó, 2014

- Alan David Perkins: Nobody Knows I'm a Dog színjátéka hat, az emberekkel a való életben nehézkesen kommunikáló egyénről szól, akik az Interneten az anonimitástól védve tudnak szocializálódni.[1]
- Az Apple Cyberdog elnevezése is innen származik.[14]
- Richard E. Smith könyve, az Authentication: From Passwords to Public Keys címlapján ez a kép szerepel.[15]
- Kaamran Hafeez egy hasonló karikatúrát publikált a The New Yorkerben 2015 február 23-án. Ezúttal a kutyák gazdája ül a székben, és az egyik kutya azt kérdi a másiktól: Emlékszel arra, hogy az Interneten senki sem tudta, hogy ki vagy?[16]
- Az Internetről szóló vitákban gyakran használt vicc,[17] és az internetes kultúrában ikonikus mémmé vált.[18]

## Fordítás
Ez a szócikk részben vagy egészben  az   On the Internet, nobody knows you're a dog című angol Wikipédia-szócikk fordításán alapul.  Az eredeti cikk szerkesztőit annak laptörténete sorolja fel. Ez a jelzés csupán a megfogalmazás eredetét és a szerzői jogokat jelzi, nem szolgál a cikkben szereplő információk forrásmegjelöléseként.